# Fearn Abbey

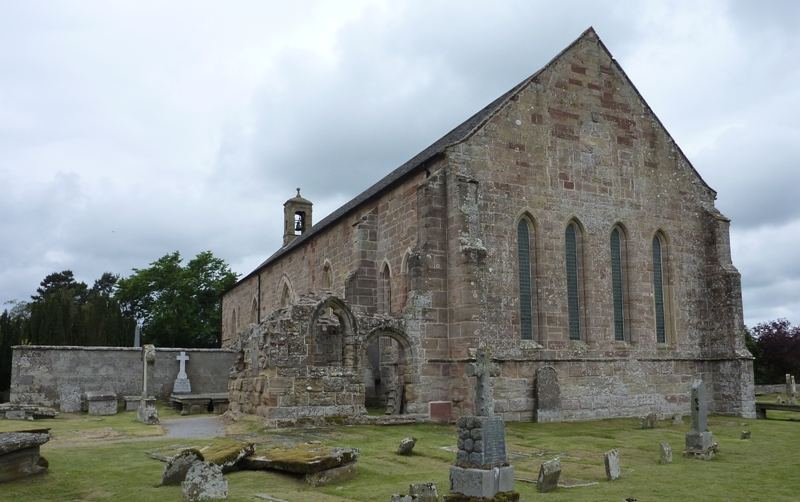
Fearn Abbey

Die Fearn Abbey ist eine ehemalige Prämonstratenserabtei und heutiges Kirchengebäude der presbyterianischen Church of Scotland in der schottischen Ortschaft Fearn in der Council Area Highland. 1971 wurde das Bauwerk in die schottischen Denkmallisten in der höchsten Denkmalkategorie A aufgenommen.

## Geschichte
1221 oder 1227 stiftete Ferchar, 1. Earl of Ross das Kloster am Fearn Burn nahe Edderton am Dornoch Firth, das von Mönchen der Whithorn Priory besiedelt wurde. Bereits 1238 wurde die Abtei an ihren jetzigen Standort, rund 14 Kilometer südöstlich verlegt. Die heute als einziges Gebäude erhaltene Abteikirche wurde vermutlich zwischen 1338 und 1372 errichtet. In den folgenden Jahrhunderten wurde sie stets moderat erweitert. Nach der schottischen Reformation wurde die Abtei aufgelassen und die Kirche fortan als Pfarrkirche genutzt. Dem Einsturz des Daches während eines Gottesdienstes im Jahre 1742 fielen 50 Personen zum Opfer. Erst auf Bestreben John Lockhart-Ross, 6. Baronets wurde die Kirche 1771 neu aufgebaut. Erhaltene spätmittelalterliche Fragmente wurden hierbei in den neuen Bau integriert. Überarbeitungen und Restaurierungen wurden 1841, 1857, 1871, 1899 sowie 1972 vorgenommen.

## Beschreibung
Die Fearn Abbey steht am Südrand des Weilers Fearn. Ihr Mauerwerk besteht aus grob behauenem Bruchstein, der zu einem Schichtenmauerwerk verlegt wurde, mit Natursteineinfassungen. Das längliche Gebäude ist verhältnismäßig schlicht ausgestaltet. An den Giebelseiten sind drei beziehungsweise vier Lanzettfenster eingelassen. Die darüberliegenden venezianischen Fenster wurden jeweils mit Mauerwerk verschlossen. Auf dem Ostgiebel sitzt ein kleiner Dachreiter mit offenem Geläut auf. Wie auch die venezianischen Fenster stammt er vermutlich aus dem Wiederaufbau im Jahre 1771. Entlang der Südfassade sind zwei große Maßwerke eingelassen. Zwei Anbauten an der Süd- und einer an der Nordseite (Grablege der Earls of Ross) liegen als Ruinen vor.